# Louis Maurice Antoine Clerc
Pour les articles homonymes, voir Clerc.
Louis Maurice Antoine Clerc est un homme politique français né le 24 avril 1818 à La Sône (Isère) et mort le 5 février 1892 à Valence (Drôme).
Avocat, il est maire de Valence en septembre 1870 et député de la Drôme de 1871 à 1876, siégeant au groupe de la gauche républicaine.

## Sources
- « Louis Maurice Antoine Clerc », dans Adolphe Robert et Gaston Cougny, Dictionnaire des parlementaires français, Edgar Bourloton, 1889-1891 [détail de l’édition]

- Ressources relatives à la vie publique :   - base Léonore
  - Base Sycomore